# Смертин, Евгений Геннадьевич
Евге́ний Генна́дьевич Сме́ртин (17 января 1969, Барнаул, РСФСР, СССР) — российский футболист, полузащитник и защитник, тренер. Старший брат игрока сборной России Алексея Смертина. Мастер спорта СССР (1990).

## Семья
Родился 17 января 1969 года в Барнауле. Отец — Геннадий Иванович Смертин, был игроком местного «Динамо», а затем долгое время работал на барнаульском моторном заводе коленвальщиком, умер 4 марта 2016 года. Мать — Антонина Васильевна.

## Карьера

### Карьера игрока
Футбольную карьеру начал в 1985 году в составе барнаульского «Динамо», игравшего во второй лиге. В 1988 году перешёл в московское «Динамо», в составе которого завоёвывал бронзовые медали чемпионата СССР 1990 года и чемпионата России 1992 и 1993 годов. Закончил карьеру в 2001 году в раменском «Сатурне».

### Карьера тренера
С 2002 года работает тренером:
- 2002 (январь-август) — «Сатурн» МО (тренер и главный тренер «дубля»)[3].
- 2002 (август-октябрь) — «Коломна» МО (главный тренер).
- 2002 (ноябрь) — 2003 (июнь) — «Химки» МО (тренер).
- 2003 (июнь-декабрь) — «Химки» (спортивный директор).
- 2004 (январь-октябрь) «Газовик» Оренбург (главный тренер).
- 2005 (июль-сентябрь) — «Москва» (тренер и главный тренер «дубля»).
- 2006 (апрель) — 2007 (август) — СДЮШОР «Динамо» (тренер).
  - команда 1994 г. р. (главный тренер).
  - команда 1993 г. р. (помощник главного тренера).
  - команда 2000 г. р. (помощник главного тренера).
- 2007 (сентябрь) — 2008 — ЛФК «Динамо» Москва (главный тренер).
- С 2010 (январь)  — 2015 — УОР-5 (Егорьевск) (тренер)[3].
- 2016 — директор СДЮСШОР «Химки»[4].
- 2018 — старший тренер футбольной академии «Динамо» им. Л. И. Яшина[5].